# Армения на зимних Олимпийских играх 1994
Армению на Олимпийских играх в Лиллехамере представляли 2 спортсмена в бобслее. Это были первые Олимпийские игры в которых Армения приняла участие как независимое государство. Медалей на этих Играх армянским спортсменам завоевать не удалось.

## Результаты

### Бобслей
Мужчины
| Соревнование | Спортсмены                    | 1 заезд   | 1 заезд | 2 заезд   | 2 заезд | 3 заезд   | 3 заезд | 4 заезд   | 4 заезд | Итоговый результат | Итоговое место |
| Соревнование | Спортсмены                    | Результат | Место   | Результат | Место   | Результат | Место   | Результат | Место   | Итоговый результат | Итоговое место |
| ------------ | ----------------------------- | --------- | ------- | --------- | ------- | --------- | ------- | --------- | ------- | ------------------ | -------------- |
| Двойки       | Джозеф Алмасян Кеннет Тополян | 54,85     | 37      | 55,03     | 38      | 54,92     | 34      | 55,01     | 35      | 3:39,81            | 36             |